# Metronomy Forever
Albums de Metronomy
Summer 08
(2016) Small World
(2022)
Metronomy Forever est un album du groupe de musique britannique Metronomy. Il est sorti le 13 septembre 2019 sous le label Because music.

## Historique
C'est le sixième album du groupe et il a été conçu et produit en Angleterre par Joseph Mount, l'un des membres de Metronomy.
L'album contient 17 titres de genre musique alternative/indé, électropop. La durée totale de l'album est de 54:43 minutes.

## Liste des titres
| No  | Titre                    | Durée |
| --- | ------------------------ | ----- |
| 1.  | Wedding                  | 1:01  |
| 2.  | Whitsand Bay             | 3:51  |
| 3.  | Insecurity               | 3:54  |
| 4.  | Salted Caramel Ice Cream | 3:30  |
| 5.  | Driving                  | 0:49  |
| 6.  | Lately                   | 3:15  |
| 7.  | Lying Low                | 3:56  |
| 8.  | Forever Is a Long Time   | 2:29  |
| 9.  | The Light                | 4:33  |
| 10. | Sex Emoji                | 4:23  |
| 11. | Walking in the Dark      | 3:04  |
| 12. | Insecure                 | 1:16  |
| 13. | Miracle Rooftop          | 4:43  |
| 14. | Upset My Girlfriend      | 4:28  |
| 15. | Wedding Bells            | 4:19  |
| 16. | Lately (Going Spare)     | 3:40  |
| 17. | Ur Mixtape               | 1:39  |

## Réception critique
L'album reçoit globalement d'excellents retours critiques :
- Sur Goutte mes disques[2] :« En acceptant que le temps passait, en décidant de faire de la mélancolie un carburant plutôt qu’une névrose, Metronomy est devenu le groupe avec lequel on rajeunit. Pour toujours. »
- Sur Sound of violence : « Le nom de l'album Metronomy Forever résonne comme une conclusion logique à 15 années de carrière : leur habilité à surfer de pop vitaminée à électro pure, à passer de titres rythmés et festifs à des instrumentaux sous forme d'introspections presque cosmiques confirme le haut niveau atteint. »[3]
- Sur Radio France : « Joseph Mount prouve une fois de plus qu'il est toujours au sommet »[4]
- Sur la Distillerie musicale : « La bande de Joseph Mount rend une fois de plus hommage à cette pop pétillante qu’elle s’est approprié au fil des années et qui vieillit, mûrit à merveille. Sans cesse repensée, la recette fonctionne toujours. »[5]
- France Info : « une formule toujours aussi efficace, que l'on doit au cerveau toujours en surchauffe de ce collectif inimitable »[6]
- Rolling Stone : « toujours au sommet pop sur son dernier album »[7]
- Soul Kitchen : « un disque fascinant avec des chansons aussi entêtantes que certains titres d’un certain Ray Davies »[8]

D'autres critiques sont davantage négatives :
- Benzine : « Voulant emmener son Metronomy sur de nouveaux territoires, tout en renouant avec ses racines électro, Joseph Mount nous offre avec son dernier album le premier échec dans une discographie jusque là impeccable. »[9]